# William Joseph Condon
William Joseph Condon (* 7. April 1895 in Colton, Washington, USA; † 17. August 1967) war ein US-amerikanischer Geistlicher und römisch-katholischer Bischof von Great Falls.

## Leben
William Joseph Condon empfing am 14. Oktober 1917 das Sakrament der Priesterweihe.
Am 5. August 1939 ernannte ihn Papst Pius XII. zum Bischof von Great Falls. Der Bischof von Spokane, Charles Daniel White, spendete ihm am 18. Oktober desselben Jahres die Bischofsweihe; Mitkonsekratoren waren der Bischof von Baker City, Joseph Francis McGrath, und der Bischof von Boise, Edward Joseph Kelly. Die Amtseinführung erfolgte am 26. Oktober 1939.